# Rivas-Urbanizaciones (metropolitana di Madrid)
Rivas-Urbanizaciones è una stazione della Metropolitana di Madrid della linea 9.
Si trova sotto la Calle de los Abogados de Atocha, nel comune Rivas-Vaciamadrid.
È la prima stazione del tratto gestito da Transportes Ferroviarios de Madrid, società che gestisce il tratto della linea 9 tra le stazioni di Puerta de Arganda ed Arganda del Rey.

## Storia
La stazione è stata inaugurata il 7 aprile 1999, insieme al prolungamento della linea da Puerta de Arganda ad Arganda del Rey.

## Accessi
Vestibolo Rivas-Urbanizaciones
- Calle de los Abogados de Atocha Calle de los Abogados de Atocha s/n